# Heinrich Modersohn (Maler, 1855)
Heinrich Modersohn (* 26. Dezember 1855 in Lippstadt, Kreis Lippstadt, Provinz Westfalen; † 31. August 1903 in Honnef, Siegkreis, Rheinprovinz) war ein deutscher Genre- und Porträtmaler der Düsseldorfer Schule.

## Leben

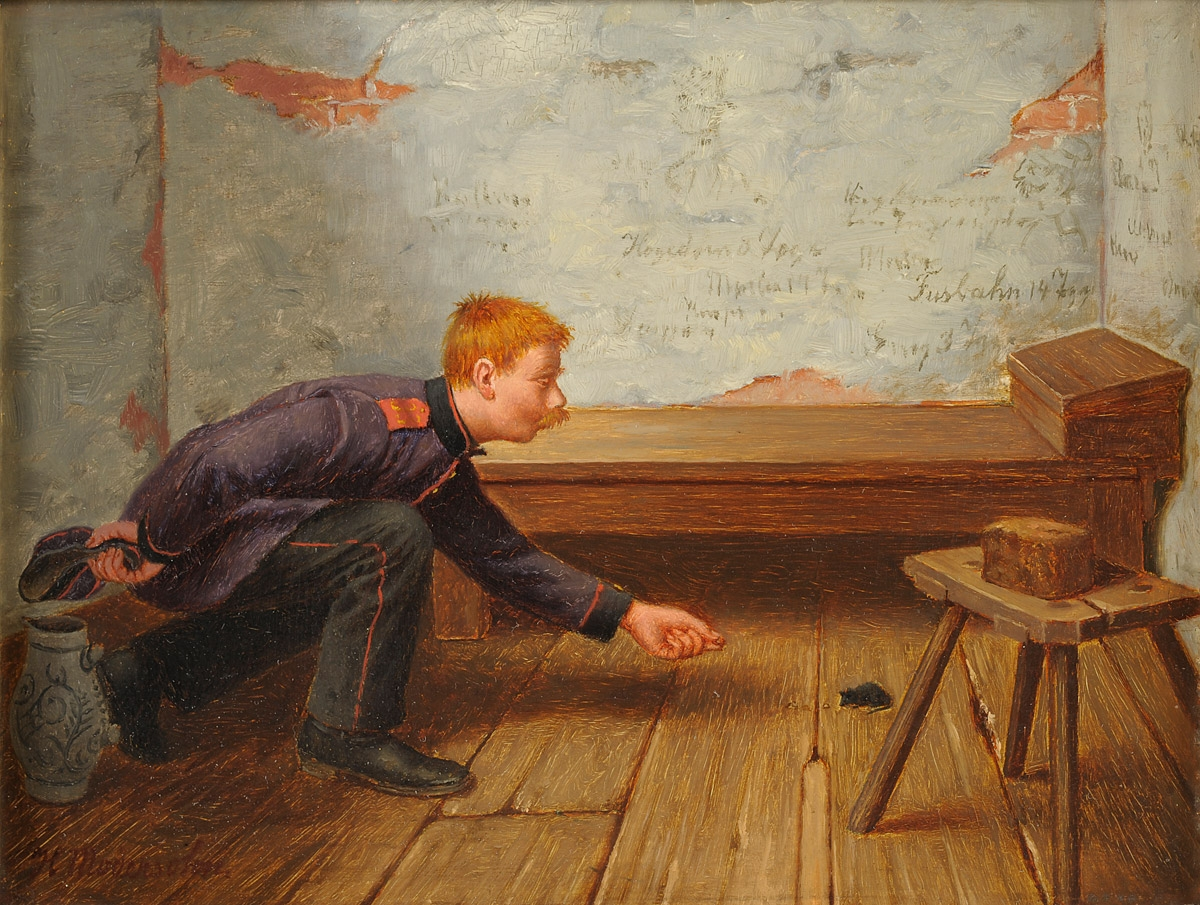
Ein unterhaltsamer Arrest

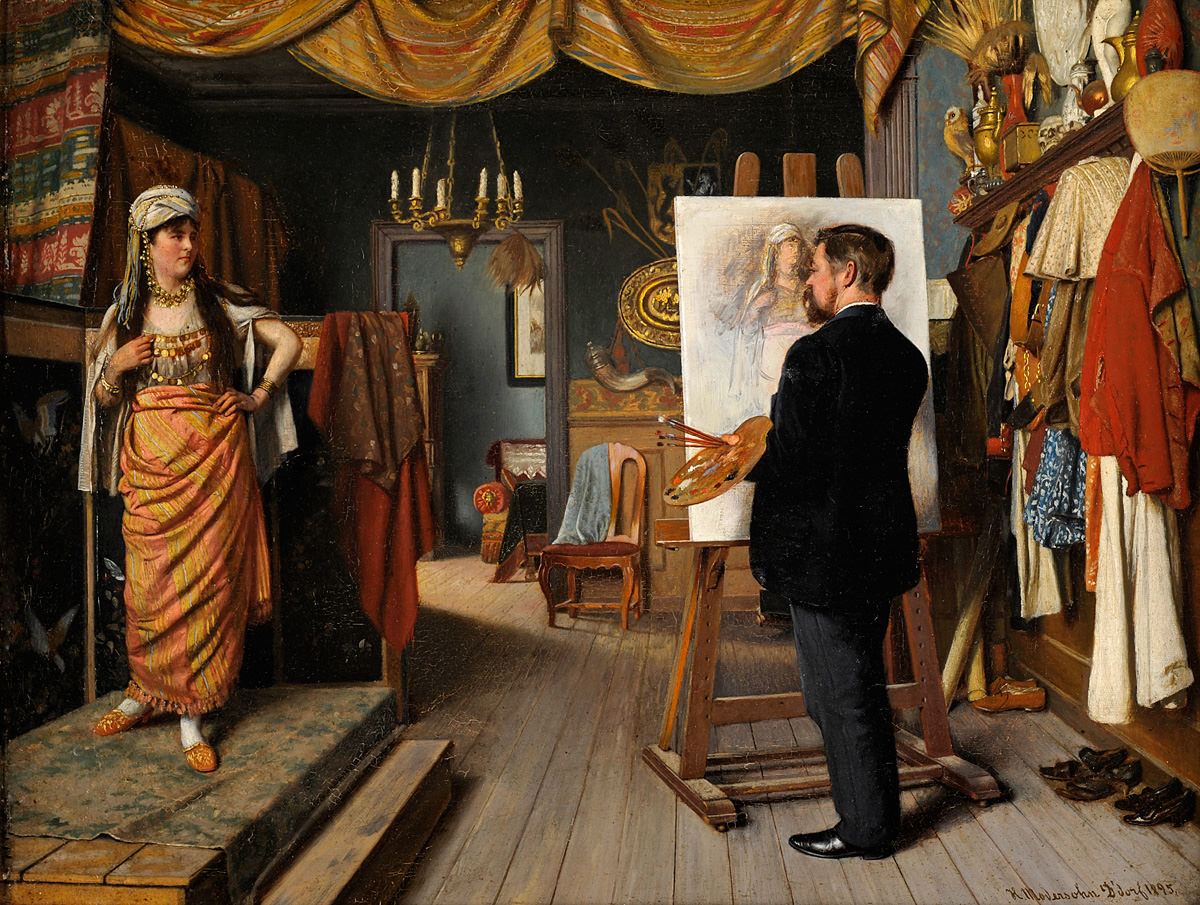
Der Maler und sein orientalisches Modell, 1895

Modersohn, vermutlich ein Vetter von Otto Modersohn, besuchte ab 1875 die Kunstakademie Düsseldorf. Das Malereistudium begann mit einer zweijährigen Unterweisung in der Elementarklasse bei Andreas Müller und Heinrich Lauenstein, ehe er ab 1876 in der Antikenklasse bei Karl Müller und in der Naturklasse bei Peter Janssen d. Ä. unterrichtet wurde. Im August 1878 trat er den Militärdienst in der preußischen Armee an. Nachdem er wegen „Mittellosigkeit“ eine Weile wieder in seiner Heimat gelebt hatte, schloss er ab 1879 mit der Malklasse bei Julius Roeting und Eduard von Gebhardt sein Kunststudium ab. Danach ließ er sich als freischaffender Maler in Düsseldorf nieder, wo er dem Künstlerverein Malkasten angehörte, mit seinen zumeist humoristischen Genrebildern in Ausstellungen der Galerie Eduard Schulte und des Kunstvereins für die Rheinlande und Westfalen vertreten war und 1886 in der Schadowstraße 76, 1891 in der Immermannstraße 25, später in der Gartenstraße 55, zuletzt in der Düsselthaler Straße 50 wohnte.
1899 engagierte sich Modersohn im „Comité zur Veranstaltung eines künstlerischen Rosenmontags-Zuges“. Auf Anregung des Verkehrsvereins stand der damalige Rosenmontagszug des Düsseldorfer Karnevals unter dem Motto „Das feucht-fröhliche Weltall“. Hermann Carl Hempel, der Direktor der Kunsthalle Düsseldorf, hatte hierzu die Grundidee geliefert. Auch als Geschäftsführer des Vereins der Düsseldorfer Künstler engagierte sich Modersohn. 1901 organisierte er die XIII. Jahresausstellung der Düsseldorfer Künstler in der Kunsthalle.
Im Alter von 47 Jahren verstarb Modersohn in der Lungenklinik Hohenhonnef. Sein „Kaiserbild“ von Wilhelm I. veräußerten Modersohns Erben an die Ostendorf-Schule in Lippstadt und übergaben es am Kaisergeburtstag, dem 27. Januar 1904, in einer feierlichen Zeremonie.